# Brett Cullen
Peter Brett Cullen, född 26 augusti 1956 i Houston, Texas, är en amerikansk skådespelare. 
År 2007 spelade han rollen som far till en av american football-spelarna, Tim Riggins (spelad av den amerikanske skådespelaren Taylor Kitsch), i NBC dramaserien Friday Night Lights.
Cullen föddes i Houston, Texas och är son till Lucien Hugh Cullen, företagsledare inom oljeindustri, och Catherine Cullen. Han tog examen från Madison High School i Houston 1974. Cullen har även gått på University of Houston. Cullen och Dennis Quaids nära bekantskap idag har pågått från 1970-talet. Det var Cullen som introducerade Quaid till hans nuvarande fru, Kimberly Buffington vid en middag i Austin, Texas.
Cullen har spelat rollen som Barton Blaze i filmen Ghost Rider. Han har medverkat bland annat i filmerna Wyatt Earp (med Kevin Costner), Gambler V: Playing for Keeps (med Kenny Rogers och Bruce Boxleitner), Something to Talk About (med Julia Roberts och Dennis Quaid), The Replacements (med Gene Hackman), On Golden Pond (med Julie Andrews och Christopher Plummer), Nancy Drew, och Gridiron Gang. 1983 spelade han även Bob Cleary i miniserien The Thorn Birds.
Cullen medverkar även 2011 i den romantiska komedin Monte Carlo tillsammans med Selena Gomez, Andie MacDowell och Leighton Meester bland annat. Han spelar även rollen som Tom Eckert i krigsfilmen Red Dawn.

## Filmografi i urval
- 1986–1988 – Maktkamp på Falcon Crest (TV-serie)
- 1994 – Wyatt Earp
- 1995 – Alla talar om Grace
- 1995 – Something to Talk About
- 2007 – Friday Night Lights (TV-serie)
- 2007 – Ghost Rider
- 2011 – Monte Carlo
- 2011–2016 – Person of Interest (TV-serie)
- 2012 – Red Dawn
- 2016–2017 – Narcos (TV-serie)
- 2019 – True Detective (TV-serie)
- 2019 – Joker
- 2025 – Ransom Canyon (TV-serie)